# Fekete Géza Dezső
Fekete Géza Dezső (Budapest, 1939. január 3. – Budapest, 2021. december 20.) magyar szobrász, G. Fekete Géza szobrászművész fia.

## Pályafutása
1960 és 1965 között a Magyar Képzőművészeti Főiskolán tanult, ahol Pátzay Pál és Szabó Iván voltak a mesterei.  1965-től 1973-ig a Ferenczy István Képzőművészeti Körben tanított. Az Ezüstgerely Pályázat képzőművészeti díját több alkalommal is elnyerte: 1970, 1972, 1973, 1974, 1978, 1986, 1988-

## Egyéni kiállítások
- 1973 • Körszálló • Sportszobor [id. Fekete Gézával], FTC Klubház
- 1975 • Győr • Művelődési Ház, Ózd
- 1980 • Volán Tröszt (kat.)
- 1981 • Fővárosi Művelődési Ház, Budapest
- 1983 • Székesfehérvár • Békéscsaba
- 1984 • Kőszeg • BM Művelődési Ház
- 1987 • Rákosmenti Művelődési Ház
- 1988 • Törley Sport Klub, Budafok
- 1995 • Támaszpont Galéria, Budapest • Bocskai Galéria, Budapest

## Válogatott csoportos kiállítások
- 1970-76 • Fiatal Képzőművészek Stúdiója
- 1971, 1973 • VI., VII. Országos Grafikai Biennálé, Miskolc
- 1965-78 • Vásárhelyi Őszi Tárlat, Tornyai János Múzeum Hódmezővásárhely
- 1977 • IX. Országos Grafikai Biennálé, Miskolc
- 1979 • II. Országos Éremművészeti Biennálé, Sopron

## Művek közgyűjteményekben
Testnevelési és Sportmúzeum, Budapest

## Köztéri művei

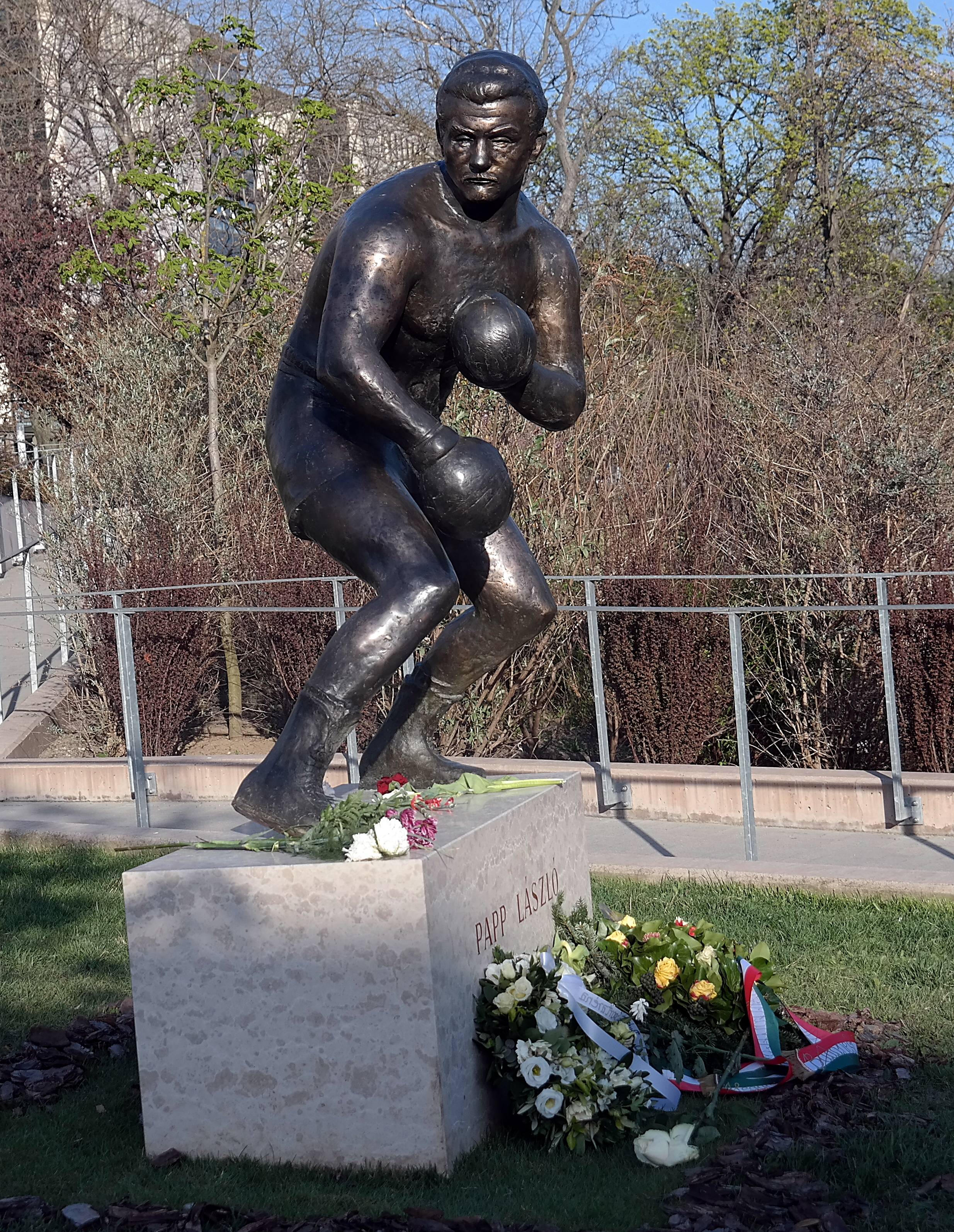
Papp László

- Birkózó gyerekek (mészkő, 1970, XXII. ker. Gyermekotthon)
- Thalmayer Viktor (kő, 1971, Mosonmagyaróvár, Agrártudományi Egyetem)
- Olvasó lány (mészkő, 1972, Mohács, Iparitanuló Intézet)
- Játszó gyerekek (mészkő, 1973, Budatétény)
- II. Rákóczi Ferenc (mészkő, 1974, Rákóczi Gimnázium)
- Oravecz Béla-dombormű (mészkő, 1975, Országos Mentőszolgálat)
- A régi pálya emlékére (lemezdomborítás, 1976, FTC Üllői úti Klubház)
- Mező Imre-mellszobor (mészkő, 1979, Nyíregyháza, Mező Imre Szakközépiskola)
- Csanádi Árpád-síremlék (mészkő, 1983, Farkasréti temető)
- Oláh István (bronz, 1987, Debrecen, Katonai Akadémia)
- A Szöuli Olimpia emlékére (márvány, ólom, 1988, Népstadion)
- Nagy Sándor József (dombormű, bronz, 1989, Budakeszi, Nagy Sándor József Gimnázium)
- Columbo hadnagy kutyájával (szobor, bronz, 2014, Budapest, V. kerület, Falk Miksa utca)
- Papp László (szobor, bronz, 2017, Budapest, XII. kerület, Gesztenyés-kert)